# Stazione di Pompei Scavi-Villa dei Misteri
Stazione di Pompei Scavi-Villa dei Misteri vasútállomás Olaszországban, Pompei településen.

## Vasútvonalak
Az állomást az alábbi vasútvonalak érintik:
- Torre Annunziata-Sorrento-vasútvonal

## Kapcsolódó állomások
A vasútállomáshoz az alábbi állomások vannak a legközelebb:
- Stazione di Moregine
- Villa Regina railway halt (Stazione di Napoli Porta Nolana, line 13)
- Stazione di Pioppaino (Stazione di Sorrento, line 13)